# آیدین میرزازاده
آیدین میرزازاده (ترکی آذربایجانی: Mirzəzade Aydın Böyükkişi oğlu؛ زادهٔ ۲ ژوئیهٔ ۱۹۵۷) سیاست‌مدار و مهندس عمران اهل جمهوری آذربایجان است. او در پارلمان جمهوری آذربایجان عضویت دارد.